# Wirdum (Ostfriesland)
Das ostfriesische Wirdum ist eine Gemeinde im Landkreis Aurich. Sie ist Teil der Samtgemeinde Brookmerland. Wirdum hat 966 Einwohner.

## Geographie

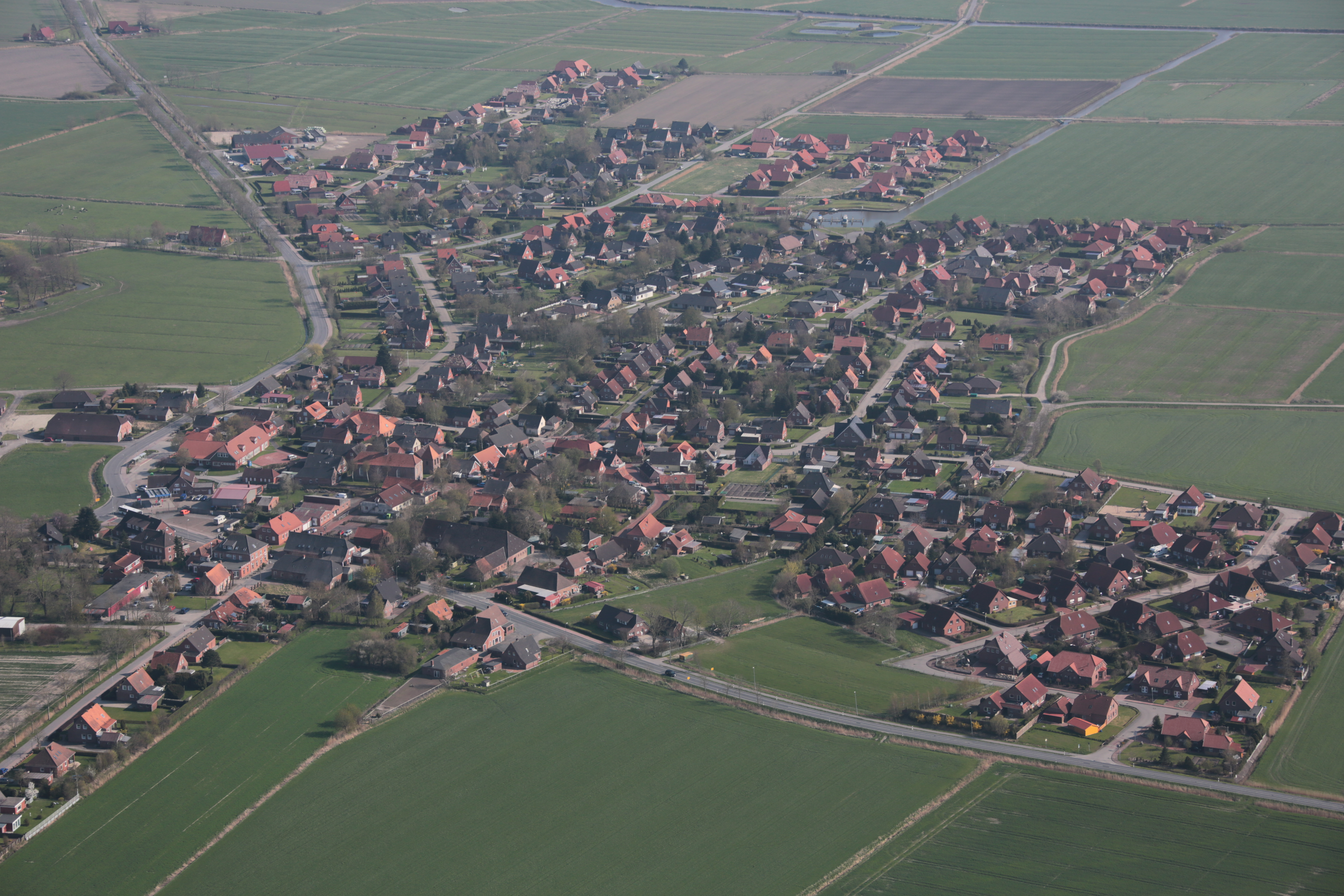
Luftaufnahme Wirdum

Das Warfendorf Wirdum bedeckt eine Fläche von 13,86 Quadratkilometern. Wirdum liegt etwa 13 Kilometer nördlich von Emden und sieben Kilometer südwestlich von Marienhafe.
Die Dorfwarf steigt auf Höhen von bis zu 5,2 Metern über Normalnull (NN) an. Sie liegt inmitten eines Kalkmarschgebietes, das im Süden und Westen von einer Zone mit Kleimarsch begrenzt wird.
Wirdum liegt am Wirdumer Tief, einem Stichkanal, der vom Alten Greetsieler Sieltief abzweigt und Wirdum mit dem ostfriesischen Kanalnetz verbindet.

## Geschichte

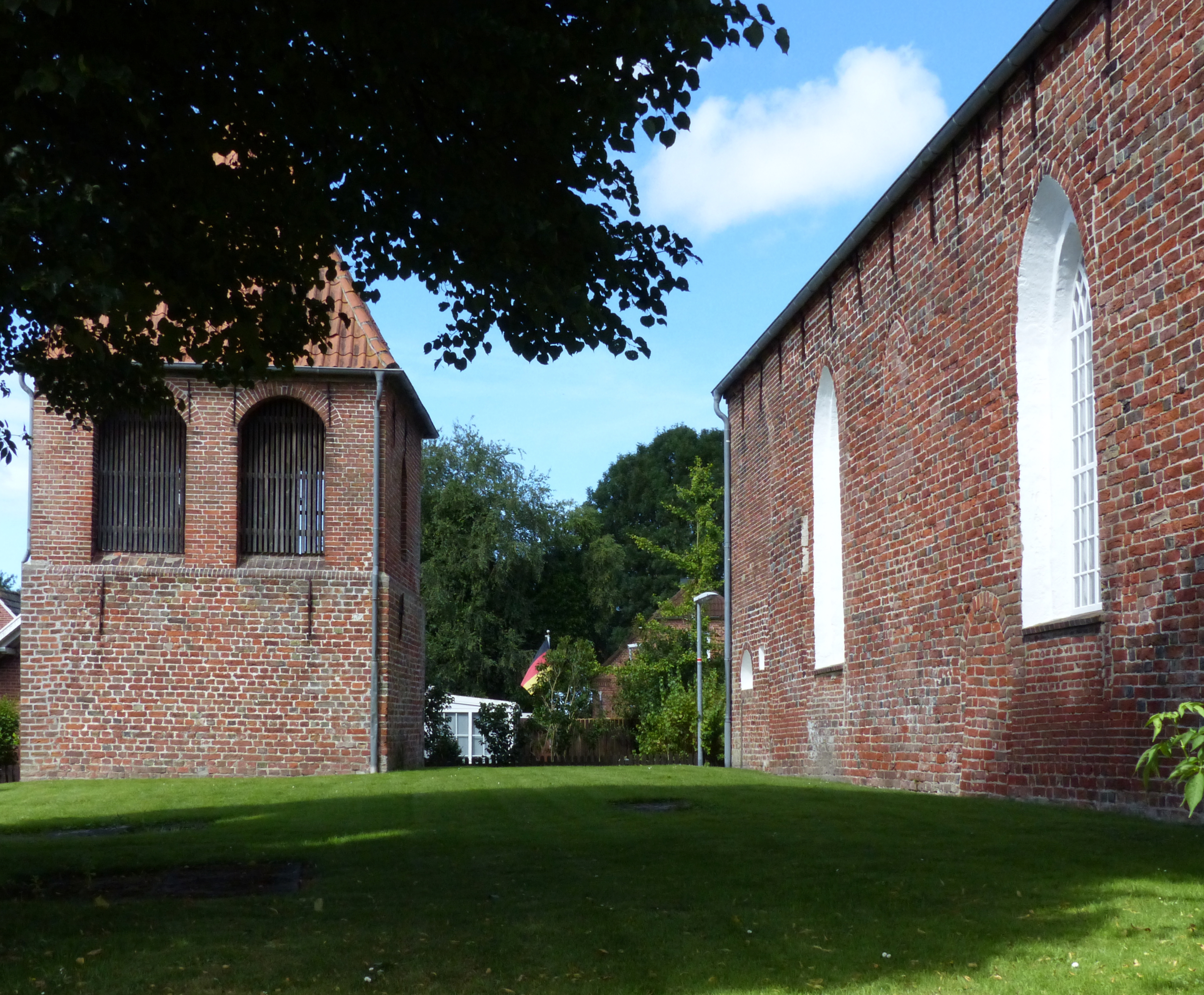
Wirdumer Kirche

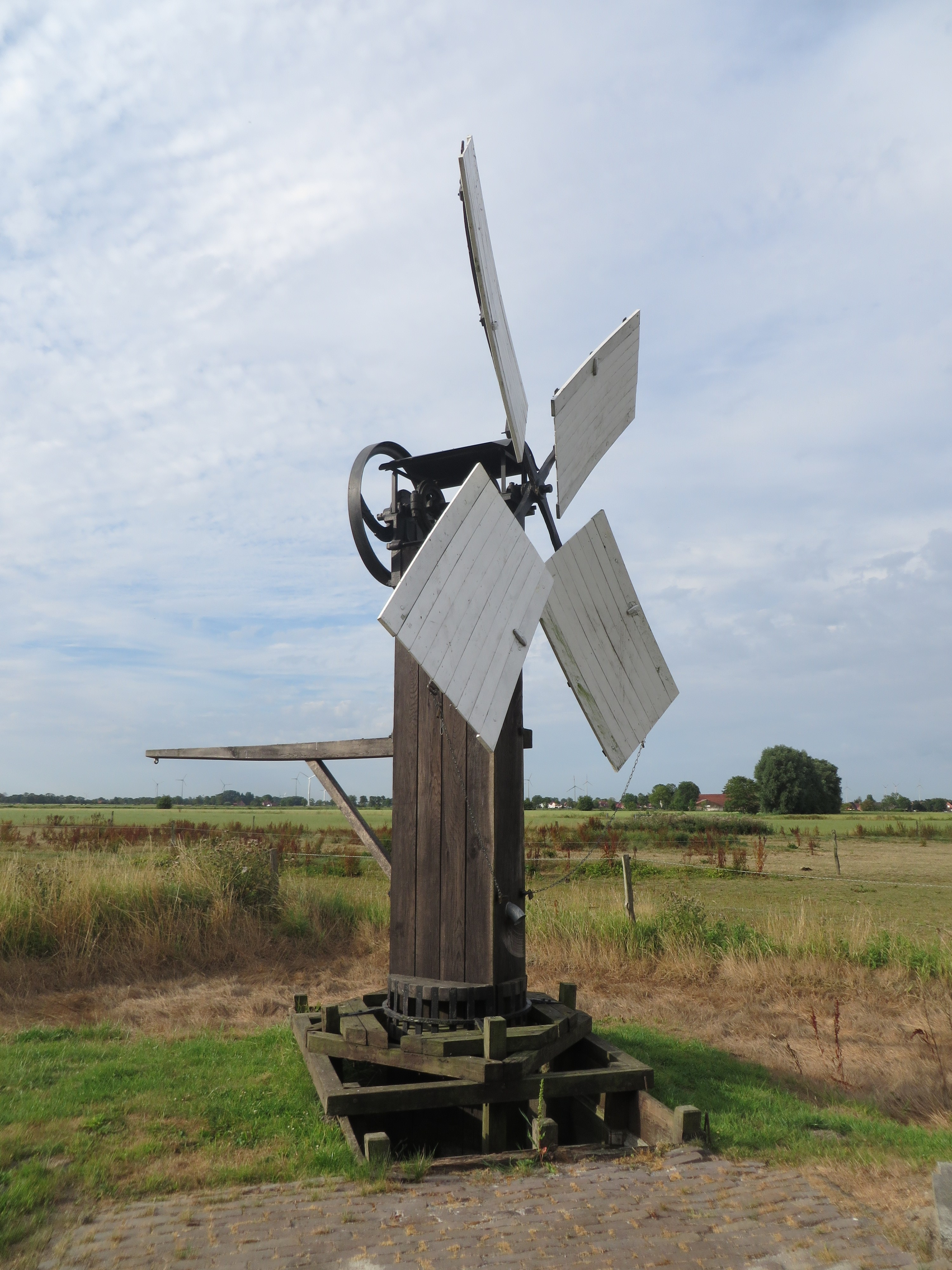
Wasserpumpmühle Wirdum

Wirdum gilt als eines der ältesten Warfendörfer der Region. Erstmals wird es im 8./9. Jahrhundert als Vurtheim urkundlich erwähnt. Der Ort entstand am Rand einer inzwischen verlandeten Meeresbucht, über die ein direkter Zugang zur offenen See bestand. Während des Mittelalters war Wirdum bedeutender Häuptlingssitz. Ab dem späten 12. Jahrhundert entstand auf dem Uferwall der Meeresbucht der Stammsitz der alten ostfriesischen Häuptlingsfamilie Beninga, deren prominentester Spross der Chronist Eggerik Beninga ist. Bedingt durch die Lage entwickelte sich Wirdum in Folge zu einem regional bedeutenden Handelsort, dessen Anlegestelle für Schiffe größeren Tiefgangs künstlich freigehalten wurde. Mit der Eindeichung der Bucht und der darauf folgende Verlandung des Meereszuganges verlor Wirdum an strategischer Bedeutung. Bei den Auseinandersetzungen um die Vorherrschaft in Ostfriesland, die sich zwischen den tom Brok und den Ukena und später den Cirksena und den Ukena mit ihren jeweiligen Parteigängern und Verbündeten abspielten, wurde die Burg erstmals schwer beschädigt. Die Beninga waren zu dieser Zeit mit den unterlegenen Ukenas verbündet. Eine Strafexpedition der mit den Cirksena verbündeten Hamburger zur Bekämpfung der von den Ostfriesischen Häuptlingen geduldeten Piraterie besiegelte schließlich 1426 das Ende der Burg und der Herrschaft der Beninga. Die Familie verlegte ihren Wohnsitz daraufhin nach Grimersum, wo sie eine neue Burg erbaute, deren Reste erst im 20. Jahrhundert verschwanden.
Intensive Beziehungen bestanden auch zum Kloster Aland, das Prämonstratenser aus Steinfeld vermutlich in der Mitte des 12. Jahrhunderts gründeten. Mönche dieses Klosters veranlassten um 1300 den Bau der Wirdumer Kirche als Filialkirche von Aland. Möglicherweise waren sie auch am Bau der Marienkirche in Marienhafe, dem Hauptort des Brookmerlandes, beteiligt. Das Kloster bewirtschaftete in Wirdum und der näheren Umgebung große Ländereien. Nach der Reformation begann der letzte Propst Johannes Oldeguil ab 1528 als evangelischer Prediger in Aurich zu wirken. Im Jahre 1565 wurde ein Großteil der Ländereien von der ostfriesischen Gräfin Anna verpachtet. Später war das Kloster im Besitz des Kanzlers Franzius und ab 1624 Eigentum des Kanzlers Wiarda. Nach seinem Tod wurde es vom ostfriesischen Grafenhaus im Jahre 1637 für 7.000 Gulden gekauft und an Domänen übertragen. Heute befinden sich auf dem Areal des ehemaligen Klosters die Höfe Aland, Kloster Aland, Meer Aland und Weel-Aland.
Bedeutend für die ostfriesische Kirchengeschichte war das Religionsgespräch, zu dem Gräfin Anna am 10. Mai 1552 auf Veranlassung der Emder Prediger Gellius Faber und Hermann Brassius nach Wirdum lud. Dabei sollte der Streit um die Auslegung des Abendmahls beigelegt werden. Ergebnis des Gesprächs der beiden Emder sowie dreier Norder Pastoren war die Formula Wirumana, die unter maßgeblicher Federführung Fabers entstand. Ein dauerhafter Erfolg war ihr nicht beschieden.
Die Gemeinde gehörte während der Herrschaft der Cirksena zum Amt Greetsiel. 1885 wurde sie dem Landkreis Emden und nach dessen Aufteilung 1932 dem Landkreis Norden zugeschlagen. Dieser wurde am 31. Januar 1978 aufgelöst. Seither ist die Gemeinde Teil des Landkreises Aurich. Die Samtgemeinde Brookmerland wurde am 1. August 1969 gegründet und bestand zunächst aus sieben Mitgliedsgemeinden. Da die Verbindungen Wirdums zum Brookmerland intensiver waren als die zur Krummhörn entschied sich die Gemeinde 1971 für den Anschluss an das Brookmerland.
Wirdum ist bis heute landwirtschaftlich geprägt. Die meisten Betriebe werden aber nur noch im Nebenerwerb betrieben.

### Entwicklung des Ortsnamens
Nach der ersten urkundlichen Erwähnung als Vurtheim im 8./9. Jahrhundert ist aus dem Jahre 1381 die Bezeichnung Wirthum überliefert. Die heutige Schreibweise ist seit 1426 geläufig. Der Name wird als Dativ-Plural des altfriesischen Wortes werth, werd, wirth (= Geländeerhebung) gedeutet. Eine Zusammensetzung des Begriffs mit Heim, nach der Wirdum für eine Hausstätte auf einer Wurt stehen würde, gilt dagegen als unwahrscheinlich.

### Einwohnerentwicklung
Wirdum war als Warfendorf ursprünglich eine Haufensiedlung. Diese entwickelt sich zunehmend zu einer Streusiedlung. Einen Schub in der Einwohnerentwicklung gab es nach dem Ende des Zweiten Weltkrieges. Von den 997 Einwohnern Wirdums im Jahre 1946 waren 222 Flüchtlinge. Dies entsprach einem Anteil von 22,2 Prozent. Eine Quote, die bis 1950 minimal auf 22,8 Prozent anstieg.
| Jahr | Einwohnerzahl |
| ---- | ------------- |
| 1821 | 549           |
| 1848 | 725           |
| 1871 | 743           |
| 1885 | 648           |
| 1905 | 676           |
| 1925 | 668           |
| 1933 | 705           |

| Jahr | Einwohnerzahl |
| ---- | ------------- |
| 1939 | 770           |
| 1946 | 997           |
| 1950 | 999           |
| 1956 | 823           |
| 1961 | 886           |
| 1970 | 991           |
| 2008 | 1050          |

## Sehenswürdigkeiten

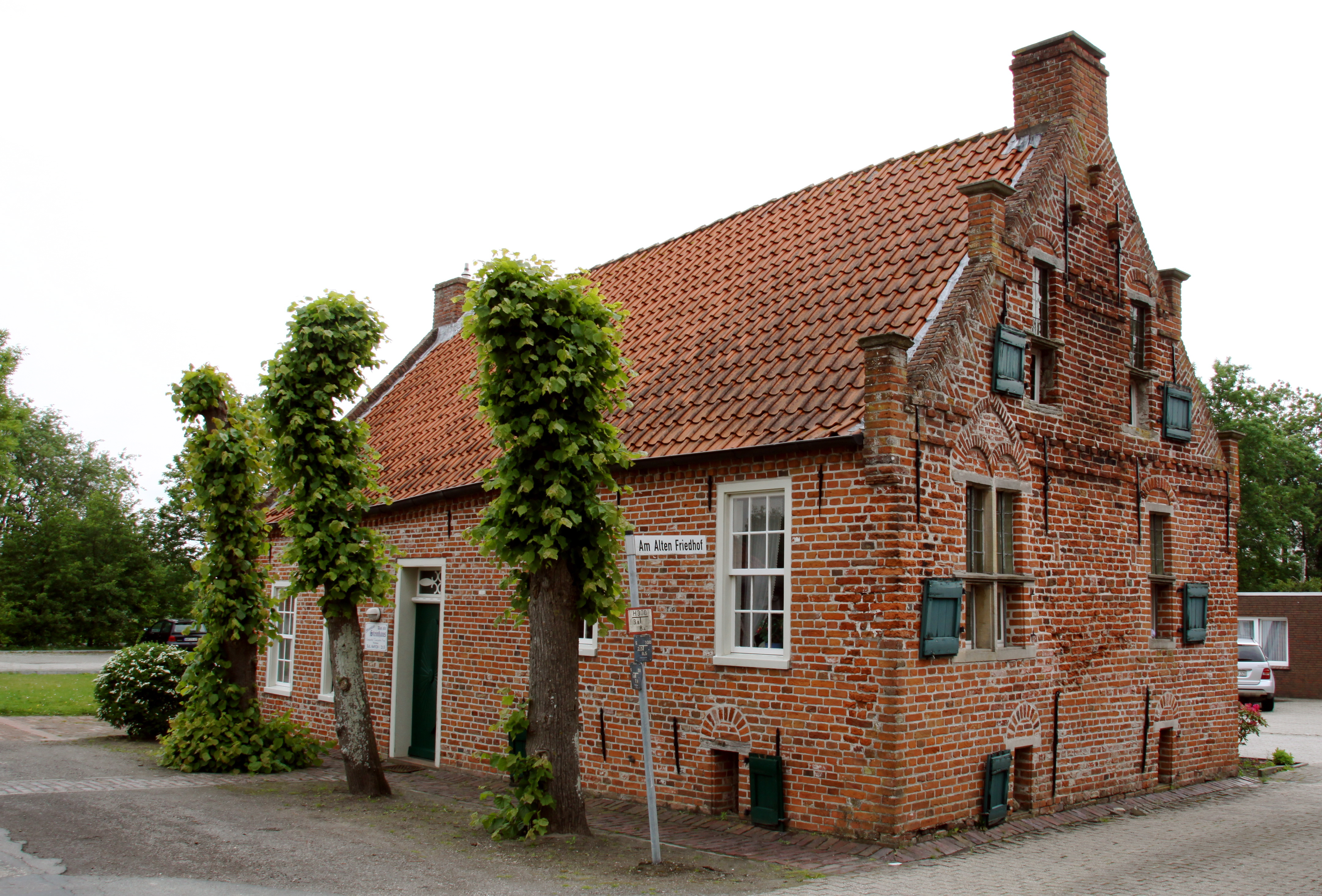
Das Steinhaus am Warfrand

Die evangelisch-reformierte Wirdumer Kirche wurde um 1300 als Filialkirche des Klosters Aland gebaut und war ursprünglich Johannes geweiht. Wertvollster Einrichtungsgegenstand der Kirche ist die aufwändig gearbeitete Kanzel, die Hinrich Cröpelin aus Esens im Jahr 1699 geschaffen hat.
Die Reste der ehemaligen Wasserburg der Beninga befinden sich auf zwei Warften zwischen Wirdum und Grimersum. Sie wurde in den Jahren 1999 und 2000 erforscht. Demnach war die Anlage zweigeteilt. Im Osten befand sich der wehrhafte Turm, im Westen ein Saalbau von über 30 Metern Länge. Umgeben war die gesamte Anlage mit einem Graben, der Zugang zum Meer hatte.
Der spätere Bismarckshof am Warfrand von Wirdum entstand im späten 16. Jahrhundert als Steinhaus. Es wurde mehrmals schwer beschädigt, aber immer wieder aufgebaut.
Aus jüngerer Zeit stammt die 1872 errichtete Wasserpumpmühle Wirdum. Ursprünglich diente sie zur Entwässerung der oft niedrig gelegenen Weideflächen, später auch zur Wasserversorgung des Viehs. 1919 wurde sie stillgelegt, in den Jahren 1986 bis 1988 restauriert und 1988 vor dem Hof Drennhusen am Ortseingang aufgestellt. Sie ist die einzige funktionsfähige Mühle ihrer Art in Deutschland.

## Politik

### Gemeinderat
Der Rat der Gemeinde Wirdum besteht aus elf Ratsfrauen und Ratsherren. Dies ist die festgelegte Anzahl für die Mitgliedsgemeinde einer Samtgemeinde mit einer Einwohnerzahl von 1001 bis zu 2000 Einwohnern. Die elf Ratsmitglieder werden durch eine Kommunalwahl für jeweils fünf Jahre gewählt. Die letzte Amtszeit begann am 1. November 2021 und endete am 31. Oktober 2026.
Die letzte Kommunalwahl vom 12. September 2021 ergab das folgende Ergebnis:
| Partei                             | Anteilige Stimmen | Anzahl Sitze |
| ---------------------------------- | ----------------- | ------------ |
| Soziale Einheitsliste Wirdum (SEW) | 37,19 %           | 4            |
| SPD                                | 43,45 %           | 5            |
| CDU                                | 9,82 %            | 1            |
| Moin                               | 9,54 %            | 1            |

Die Wahlbeteiligung bei der Kommunalwahl 2021 lag mit 58,31 % geringfügig über dem niedersächsischen Durchschnitt von 57,1 %. Zum Vergleich – die Wahlbeteiligung bei der Kommunalwahl 2011 lag mit 60,29 % deutlich über dem niedersächsischen Durchschnitt von 52,5 %. Bei der vorherigen Kommunalwahl vom 10. September 2006 lag die Wahlbeteiligung bei 69,85 %.

### Bürgermeisterin
Im November 2021 wurde Yvonne Lengert (SEW) als Nachfolgerin des bisherigen Bürgermeisters Lenhard Janssen (SPD) gewählt.

### Wappen
| Wappen von Wirdum | Blasonierung: „Gespalten von Rot und Gold; vorn ein goldbewehrter, goldgezungter silberner Löwe, hinten ein blauer Abtsstab mit abflatterndem blauem Velum.“ |
| Wappen von Wirdum | |

Der silberne Löwe ist dem Wappen der Häuptlingsfamilie Beninga entnommen. Der Abtsstab mit der Krümme und dem Segensvelum repräsentiert das ehemalige Prämonstratenserkloster Aland, während die Farben Blau und Gold auf die Zugehörigkeit der Gemeinde zum ehemaligen Landkreis Norden hinweisen.

## Bildung
Die Grundschule Wirdum ist eine von fünf Grundschulen der Samtgemeinde Brookmerland. Sie wird von rund 40 Schülern besucht, die aus dem Dorf Wirdum und der näheren Umgebung kommen. Das Kollegium besteht aus vier Lehrerinnen, einer abgeordneten Kollegin und zwei pädagogischen Mitarbeiterinnen. Die meisten Schulanfänger waren zuvor im örtlichen Kindergarten. Weiterführende Schulen gibt es in Marienhafe.

## Söhne und Töchter des Ortes
- Lümko Iderhoff (1856–1931), deutscher Landrat und Politiker